# Chalenata ustata
Chalenata ustata là một loài bướm đêm trong họ Noctuidae.